# La Grippe coloniale
La Grippe coloniale est une série de bande dessinée historique en 2 tomes dont l'action se déroule sur l'île de La Réunion après la Première Guerre mondiale. Le tome 1, Le Retour d'Ulysse a reçu le Prix de la critique (ACBD) au Festival international de la bande dessinée d'Angoulême en 2004, ; le tome 2, Cyclone La Peste, sorti en juin 2012, a reçu le prix du meilleur album en langue étrangère au festival international de la bande dessinée d'Alger en octobre 2012.

## Albums
1. Le Retour d'Ulysse, (2004) -  (ISBN 2-7493-0096-7).
2. Cyclone la peste (2012) -  (ISBN 978-2-919069-13-2).

## Synopsis
Grondin, Évariste, Camille et Voltaire sont quatre amis vétérans de la Grande guerre. Le retour dans leur île natale ne se fait pas sans problèmes. Issus de différents milieux sociaux de l'île, leur amitié est mise à rude épreuve par la société compartimentée de l'époque. Les poilus de retour sur ce minuscule morceau de l'Empire colonial français ont aussi apporté avec eux le virus de la grippe espagnole. Cette maladie commence à faire des ravages.

## Analyse
Les deux auteurs de cette série sont originaires de l'île de La Réunion et abordent une période peu connue et pas très glorieuse de son histoire. La grippe espagnole contribua autant à l'hécatombe des belligérants que la guerre elle-même. La grippe décima la population locale d'autant plus violemment que le conflit ne s'était pas déroulé sur son territoire.